# Heliconius colon
Heliconius colon är en fjärilsart som beskrevs av Gustav Weymer 1890. Heliconius colon ingår i släktet Heliconius och familjen praktfjärilar. Inga underarter finns listade i Catalogue of Life.